# Szwedzka Formuła 3 Sezon 1999
Szwedzka Formuła 3 w sezonie 1999 – trzydziesty trzeci i zarazem przedostatni sezon Szwedzkiej Formuły 3.
Sezon składał się z czterech eliminacji, wszystkich rozgrywanych na torze Scandinavian Raceway. Mistrzem został Thed Björk, ścigający się Dallarą F394.

## Kalendarz wyścigów
| Runda | Data       | Tor        | Pole position    | Najszybsze okrążenie | Zwycięzca (kierowcy) | Zwycięzca (zespoły)      |
| ----- | ---------- | ---------- | ---------------- | -------------------- | -------------------- | ------------------------ |
| 1/2   | 20 czerwca | Anderstorp | Marko Nevalainen | Thed Björk           | Thed Björk           | Monica Stråth Motorsport |
| 1/2   | 20 czerwca | Anderstorp | ?                | Thed Björk           | Marko Nevalainen     | Motor Up Racing Team     |
| 3     | 31 lipca   | Anderstorp | Thed Björk       | ?                    | Thed Björk           | Monica Stråth Motorsport |
| 4     | 1 sierpnia | Anderstorp | Thed Björk       | ?                    | Thed Björk           | Monica Stråth Motorsport |

## Klasyfikacja kierowców
| Legenda oznaczeń w tabelach wyników Wyświetl szablon na nowej stronie | Legenda oznaczeń w tabelach wyników Wyświetl szablon na nowej stronie                                                                     |
| Oznaczenie                                                            | Wyjaśnienie |
| --------------------------------------------------------------------- | --- |
| Złoty                                                                 | Zwycięzca lub mistrzostwo |
| Srebrny                                                               | 2. miejsce lub wicemistrzostwo |
| Brązowy                                                               | 3. miejsce lub II wicemistrzostwo |
| Zielony                                                               | Ukończył, punktował (w klasyfikacji generalnej, gdy zdobył co najmniej jeden punkt na przestrzeni sezonu, poza trzema powyższymi opcjami) |
| Niebieski                                                             | Ukończył, nie punktował (w klasyfikacji generalnej, gdy nie zdobył co najmniej jednego punktu na przestrzeni sezonu)                      |
| Czerwony                                                              | Nie zakwalifikował się (NZ) |
| Czerwony                                                              | Nie prekwalifikował się (NPK) |
| Różowy                                                                | Nie ukończył (NU) |
| Różowy                                                                | Niesklasyfikowany (NS) (w klasyfikacji generalnej, gdy nie został sklasyfikowany w żadnym wyścigu sezonu)                                 |
| Czarny                                                                | Zdyskwalifikowany (DK) |
| Czarny                                                                | Wykluczony (WYK/EX) |
| Biały                                                                 | Nie wystartował (NW) |
| Biały                                                                 | Kontuzjowany (K/INJ) |
| Biały                                                                 | Wyścig odwołany (OD/C) |
| Bez koloru                                                            | Został wycofany (WYC/WD) |
| Bez koloru                                                            | Nie przybył (NP/DNA) |
| Bez koloru                                                            | Nie brał udziału w treningach (NT/DNP) |
| Bez koloru                                                            | Nie został zgłoszony (–) |
| Pogrubienie                                                           | Start z pole position |
| Kursywa                                                               | Najszybsze okrążenie wyścigu |
| †                                                                     | Nie ukończył, ale jego rezultat został zaliczony ze względu na przejechanie więcej niż 90% dystansu wyścigu.                              |
| *                                                                     | Sezon w trakcie |
| 1/2/3                                                                 | Punktowana pozycja w sprincie kwalifikacyjnym                                                                                             |
| Lista systemów punktacji Formuły 1                                    | |

| Poz. | Kierowca               | Zespół                   | AND | AND | AND | AND | Punkty |
| ---- | ---------------------- | ------------------------ | --- | --- | --- | --- | ------ |
| 1    | Thed Björk             | Monica Stråth Motorsport | 1   | 2   | 1   | 1   | 115    |
| 2    | Marko Nevalainen       | Motor Up Racing Team     | 2   | 1   | 2   | 5   | 81     |
| 3    | Sanna Pinola           | Team FTR                 | 8   | 6   | 3   | 3   | 57     |
| 4    | Ole Martin Lindum      | Franz Wöss Racing        | 4   | 5   | 5   | 4   | 54     |
| 5    | Jussi Lailavuo         | Team FTR                 | 3   | 4   | NU  | 2   | 52     |
| 6    | Thomas Faale           | Faale Racing             | NU  | NU  | 6   | 6   | 24     |
| 7    | Claes Rothstein        | CRM Team AB              | 9   | 8   | 7   | 7   | 21     |
| 8    | Lars Kristian Ekorness | Speed Car Motorsport     | 6   | 9   | 8   | 8   | 20     |
| 8    | Mikael Karlsson        | Mikael Karlsson          | -   | -   | NU  | 4   | 20     |
| 10   | Thomas Mullin          | Thomas Mullin            | 7   | 7   | 9   | 9   | 16     |
| 11   | Teemu Anttila          | Team FTR                 | 10  | 3   | NU  | NU  | 13     |
| 12   | Joachim Johnsen        | KNA Telemark Motorsport  | 5   | NU  | -   | -   | 8      |
| 13   | Håkan Holmberg         | Monica Stråth Motorsport | NU  | NU  | 10  | 10  | 4      |
| 14   | Pål Richard Eidsvold   | Pål Richard Eidsvold     | NU  | NU  | NU  | NU  | 1      |